# Ornela Vorpsi
Ornela Vorpsi (* 3. srpna 1968 Tirana, Albánie) je albánská fotografka, spisovatelka, autorka románů a vizuální umělkyně. Vorpsi studovala na Akademii výtvarných umění v Brera v Miláně a od roku 1997 žije a pracuje v Paříži. V roce 2012 ji Aleksander Hemon a Zadie Smith jmenovali jednou z 35 nejlepších spisovatelek Evropy v Best European Fiction.

## Životopis
Ornela Vorpsi je albánská, italská a francouzsky mluvící spisovatelka. Její díla jsou přeložena do osmnácti jazyků. Tu convoiteras (Budeš závidět, 2014) je její první text psaný přímo ve francouzštině. Její knihy získaly v Itálii četné prestižní ceny, zejména cenu Grinzane Cavour, cenu Elio Vittorini, cenu L'Albatros Città di Palestrina, cenu Città di Tropea, Premio città di Vigevano, Itálie, Středomořskou cenu studentů ve Francii.
Její první prací je fotokniha, monografie nakladatelství Scalo Publishers (Curych), nazvaná Nothing Obvious.
Její práci vizuální umělkyně představuje Galerie Analix-Forever v Ženevě.
V roce 2016 se jako hostující autorka zúčastnila benátského bienále v oblasti architektury.

## Ceny a ocenění
- 2004: vítězka Villa Kujoyama (Japonsko).
- 2007: vítězka DAAD (Deutscher Akademischer Austauschdienst), (Německo).

## Publikované knihy
- 2001 – Nothing Obvious (Nic samozřejmého).[8][9]
- 2003 – The Country Where One Never Dies (Země, kde se neumírá).[4][10][11]
- 2006 – Pink Glass (Růžová sklenice).
- 2007 – The hand that does not bite (Ruka, kterou nekousej).
- 2010 – Drink Cocoa van Houten! (Pijte kakao Van Houten).[9]
- 2012 – Fuorimondo.[12]
- 2014 – Tu convoiteras (Budeš závidět).
- 2015 – Travel Around the Mother (Cesta okolo matky).

## Výstavy
- Carte Blanche, commissaire Michele Robecchi, Galerie Analix Forever, Ženeva, Švýcarsko
- Portrait(s) – exposition d’œuvres photographiques et peintures du Centre national des arts plastiques à La Motte-Servolex – Chambéry Aix-les-Bains
- Photomed 2011, Festival de la photo méditerranéenne, Photomed, commissaire Jean-Luc Monterosso, spolupráce: Maison européenne de la photographie, Sanary-sur-Mer.
- Peinture, encore, Galerie Analix Forever, Ženeva, pro Art Brussels 2010, Brusel
- Arte di Moda, Galerie Analix Forever, Ženeva, pro MiArt, Milán
- Fiesta ! Analix Forever, Ženeva
- Peintures, entre autres, Analix Forever, Ženeva
- Words without thoughts never to heaven go with Analix Forever – Fiera Bologna, Itálie
- Auto-Portrait, Analix Forever, Show of, Paříž
- Vetri Rosa avec Mat Collishaw, Artcurial, Paříž
- Heroes in Show off with Analix Forever, Paris Art fair, Brusel
- November trees and other dreams, společná výstava, galerie Analix Forever, Ženeva
- Vetri Rosa, avec Mat Collishaw a Philippe Cramer, galerie Analix Forever a Cramer+Cramer, Ženeva, Éditions Take5
- Girls, girls, girls – Arts Press commissaire, CAN, Centre d'Art Neuchâtel
- The Balkans, a crossroad to the future, Harald Szeemann commissaire
- Blood & Honey, Samlung Essl, Vienna Autriche Harald Szeemann commissaire
- Onufri, Galerie Nationale, Tirana, Albánie
- Paris Photo, Carrousel du Louvre, Paříž, Galerie 213, Paříž
- Politique de l'intérieur, Galerie 213, Paříž
- Biennale di Tirana, Galerie nationale, Tirana
- Paris Photo, Carrousel du Louvre, Paris Art Fair 31, B‚ le Scalo Galerie, Curych
- Blood and Honey, Essl Museum – Kunst der Gegenwart (Commissaire d'explosion Harald Szeemann) etc.